# اتاق گاز

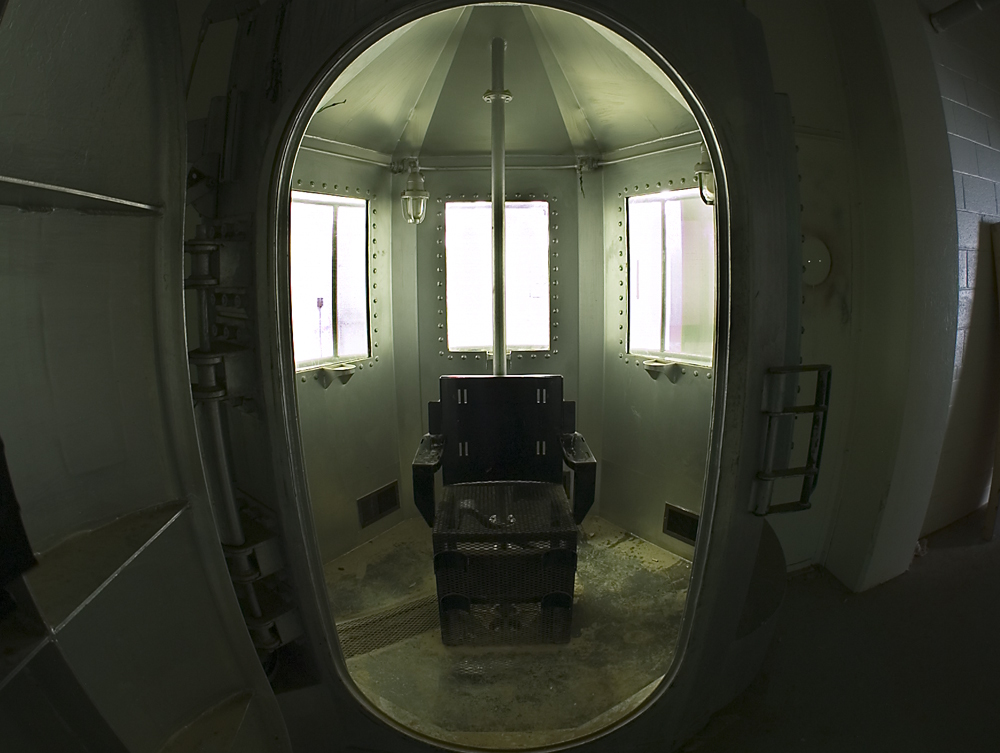
اتاق گاز در سال ۱۹۶۰، مورد استفاده در ایالت نیومکزیکو که بعدها با تزریق کشنده جایگزین شد.

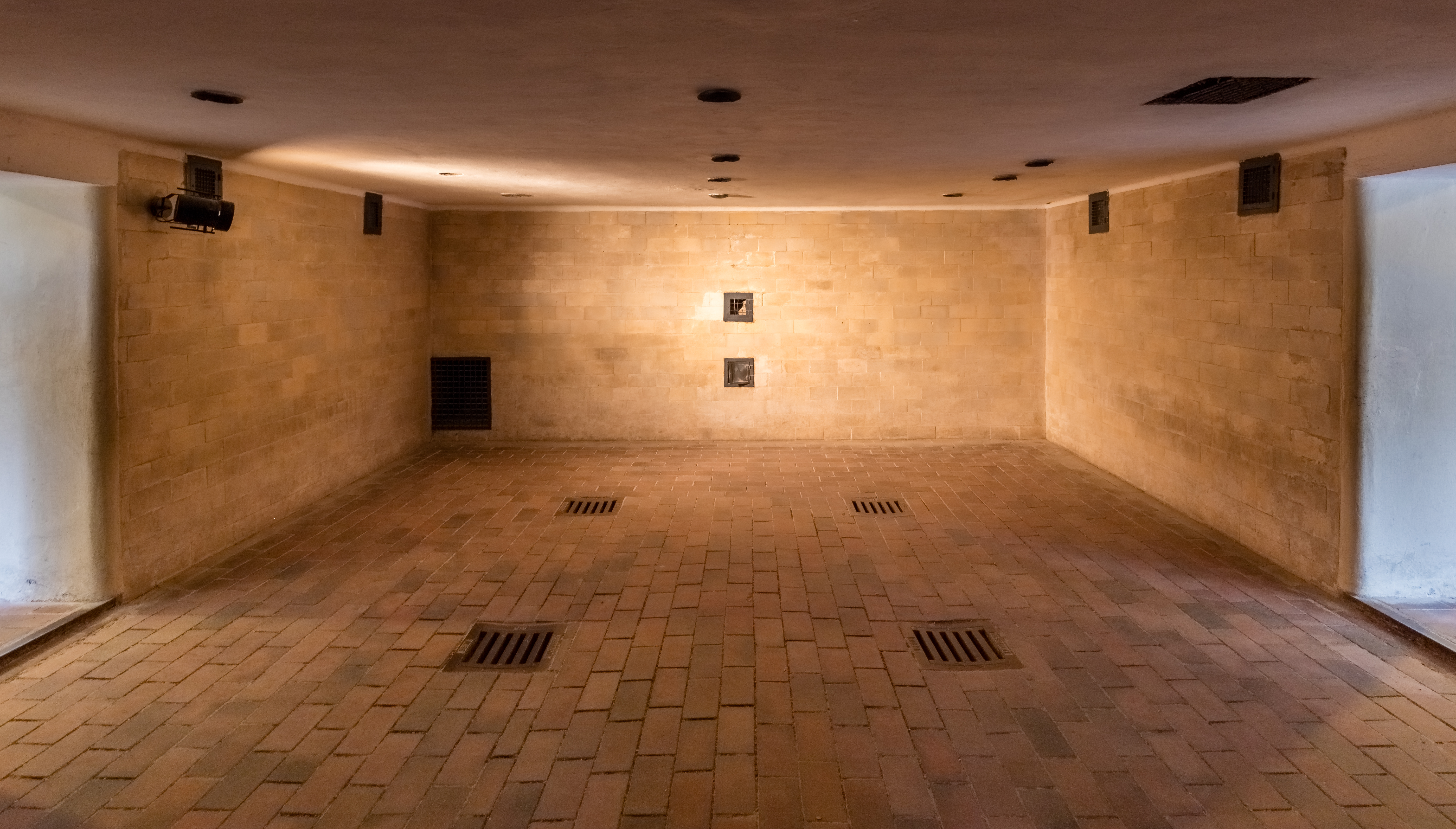
نمایی از اتاق گاز اردوگاه کار اجباری داخائو

اتاق گاز به مکانی گفته می‌شود که برای اعدام انسان یا حیوان، وی را در آن قرار می‌دهند و به کمک گازهای سمی یا گاز های کشنده او را می‌کشند.
اتاق‌های گاز در سال‌های ۱۹۲۰ در آمریکا روشی برای اجرای حکم محکومین به مرگ بود. اتاق‌های گاز در کرهٔ شمالی همچنان مورد استفاده است.

## آمریکا
از سال ۱۹۷۶ یازده اجرای حکم مرگ با اتاق گاز در ۴ ایالت آمریکا (آریزونا، کالیفرنیا، مریلند و میسوری) صورت گرفته و محکومین بین آمبولی هوا و اتاق گاز حق انتخاب داشتند.
جی جان اولین آمریکایی است که در ۸ فوریه ۱۹۲۴ در ایالت نوادا به مرگ با اتاق گاز محکوم شد و آخرین نفر والتر لاگراند است که تابعیت آلمانی داشت و در ۴ مارس ۱۹۹۹ باز هم در ایالت نوادا اعدام شد.

## کرهٔ شمالی
زمانی که کون هایوک که خود از نگهبانان کمپ ۲۲ بود و به کره جنوبی پناهنده شد و شهادت دیگر زندانیانی که موفق به فرار شده بودند پرده از وجود اتاقهای گاز در اردوگاه‌های کار اجباری کره شمالی برداشت. هایوک که خود در سالهای ۱۹۹۰ در این کمپ که در مرز با روسیه واقع شده نگهبان بود شاهد آزمایش سلاحهای شیمیایی بر روی مردان، زنان و کودکان در اتاقهای بسته گاز بود. او می‌گوید به من آموخته بودند که اینها دشمن خلق و شایسته مرگ به این روش هستند.
هایوک اضافه می‌کند که دستور اجرای این آزمایشها مکتوب بود و وقتی یکی از زندانیان موفق شد آن را برباید و از کشور خارج کند وجود این اتاقها تأیید شد. می‌شود تخمین زد که در این کمپ بین ۱۵٬۰۰۰ تا ۲۰٬۰۰۰ نفر با این روش به قتل رسیده باشند.
با وجود شواهد و مدارک انکار ناپذیر پیونگ یانگ وجود چنین اتاقهای مرگی را انکار می‌کند و بیم آن می‌رود که جامعه بین‌المللی برای از سرگیری مذاکرات هسته‌ای با کشور تاریک دنیا چشم بر وجود چنین کمپهایی ببندد.